# Prinzessin Caraboo
Prinzessin Caraboo (Originaltitel: Princess Caraboo) ist eine US-amerikanisch-britische Filmkomödie aus dem Jahr 1994. Regie führte Michael Austin, der gemeinsam mit John Wells das Drehbuch schrieb.

## Handlung
Im England der Regency-Zeit wird eine exotisch gekleidete Frau auf den Feldern gefunden, die eine Sprache spricht, die niemand verstehen kann. Sie landet im Haus der Familie Worrall, dem örtlichen Adel. Deren griechischer Butler, Frixos, hält die Frau von Anfang an für eine Betrügerin. Mr. Worrall schickt sie zum Magistrat, um sie wegen Landstreicherei vor Gericht zu stellen, aber Mrs. Worrall erklärt sich bereit, sich um sie zu kümmern. Mr. Gutch, ein lokaler Drucker und Zeitungsreporter, interessiert sich für den Fall, besonders nachdem die Frau per Pantomime behauptet, Prinzessin Caraboo zu sein.
Gutch spricht mit den Landarbeitern, die sie gefunden haben, und erfährt, dass sie ein Buch aus dem Magdalene Hospital in London bei sich hatte. Als die Worralls auf eine Reise gehen, untersuchen die Diener sie auf eine Tätowierung, von der sie glauben, dass alle Eingeborenen der Südsee sie haben, und sind schockiert, als sie feststellen, dass Prinzessin Caraboo eine auf ihrem Oberschenkel hat. Frixos sagt zu Gutch, dass er sie nun für eine echte Prinzessin hält. Mr. Worrall nutzt ihre Anwesenheit, um Investoren für den Gewürzhandel zu rekrutieren, den Prinzessin Caraboo nach ihrer Rückkehr in ihr Heimatland erleichtern wird. Gutch zieht Professor Wilkinson hinzu, einen Linguisten, der Caraboos Geschichte zunächst ablehnt, aber genug Zweifel hat, um nicht zu sagen, dass sie eine Betrügerin ist.
Die örtliche Gesellschaft findet Prinzessin Caraboo faszinierend und sie strömen zu den Partys und Soireen mit ihr. Mr. Gutch beginnt, gegen Leute zu ermitteln, die mit dem Magdalenenhaus in Verbindung stehen. Lady Apthorpe nimmt Caraboo zu einem Ball mit, der für den Prinzregenten veranstaltet wird, der von Caraboo fasziniert ist. Gutch erfährt, dass Caraboo eigentlich Mary Baker ist, die als Dienerin für Mrs. Peake gearbeitet hat. Gutch schleicht sich auf den Ball, um sie zu warnen, dass sie enttarnt wurde, aber sie weigert sich, das anzuerkennen, was er ihr erzählt. Mrs. Peake kommt und stellt Caraboo zur Rede und identifiziert sie als Mary Baker. Sie wird eingesperrt. Der örtliche Magistrat und Mr. Worrall wollen sie hängen. Mrs. Worrall gibt Mr. Gutch Dokumente, die ihren Mann und den Magistrat in einen Bankbetrug verwickeln. Mr. Gutch benutzt diese, um einen Handel einzugehen. Er wird die Geschichte begraben, wenn Mary Baker nach Amerika gehen kann. Gutch, der sich in Mary verliebt hat, reist mit ihr in die Vereinigten Staaten.

## Hintergrund
Der Film wurde in London, in den anderen englischen Orten und in Wales gedreht. Er spielte in den Kinos der USA ca. 3,07 Millionen US-Dollar ein.

## Kritiken
Daniel M. Kimmel schrieb in der Zeitschrift Variety vom 29. August 1994, die „großartigen“ Kostüme und die Kulissen würden mehr Substanz als die Handlung und die Charaktere aufweisen. Phoebe Cates wirke charmant, aber „viel zu modern“ für die gespielte Rolle.
Das Lexikon des internationalen Films schrieb, der Film sei eine „freundliche, aber auch belanglose Komödie, die Reiz und Geheimnis ihres Gegenstandes“ verschenke. Die Filmzeitschrift Cinema schrieb, der Film sei eine „schön fotografierte, historisch belegte“ und „elanvolle Komödie mit guten Schauspielern“.
Die Deutsche Film- und Medienbewertung FBW in Wiesbaden verlieh dem Film das Prädikat „wertvoll“.